# نظام نجمي غريب SS 433
SS 433 هو أحد أكثر أنظمة النجوم غرابة التي شوهدت. يقع النظام النجمي الغريب في مجرة درب التبانة ، وهو نظام ثنائي للأشعة السينية مختفي ، مع كون الجرم الأساسي في المجموعة ثقبًا أسود ذو كتلة نجمية. يشير طيف النجم المرافق الثانوي إلى أنه نجم متأخر من النوع أ .  SS 433 هو أول ميكروكوازار (أي [[شبه نجم صغري) تم اكتشافه.  يقع في وسط بقايا المستعر الأعظم W50 .
تأتي تسمية النظام النجمي SS 433 من الأحرف الأولى من علماء الفلك في جامعة كيس ويسترن ريزيرف : نيكولاس ساندوليك وتشارلز بروس ستيفنسون . كان هذا هو التسجيل رقم 433 في كتالوج عام 1977 للنجوم ذات خطوط الانبعاث القوية.  تمت دراسة خطوط انبعاثها بواسطة Mordehai Milgrom في عام 1979. 

## الموقع
النظام النجميSS 433 ، المعروف أيضًا باسم V1343 Aquilae ، يقع عند 5.5 كيلو [[بت في مستوى المجرة ( l = 39.7 ° و b = -2.2 ° )

## النظام

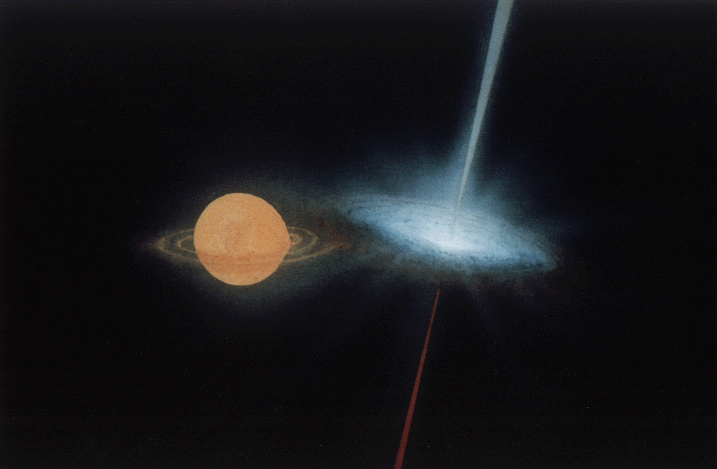
انطباع فنان عن النظام النجمي SS 433

يستهلك الجسم المركزي المضغوط النجم المرافق الذي يفقد كتلته بسرعة في قرص تراكم يتشكل حول الجسم المركزي. يخضع قرص التراكم للتسخين الشديد حيث يتحول إلى حلزوني في الأساسي وهذا التسخين يتسبب في إطلاق قرص التراكم أشعة سينية مكثفة ونفاثات متعارضة من الهيدروجين الساخن على طول محور الدوران ، أعلى وأسفل مستوى قرص التنامي. تنطلق المادة الموجودة في النفاثاتبسرعة حوالي 26٪ من سرعة الضوء .  من المفترض أن يكون للنجم المصاحب كتلة أقل من الجسم الأساسي الأصلي ، وبالتالي كان يعيش لفترة أطول. تتراوح تقديرات كتلتها من 3 إلى 30  كتلة شمسية . النجمان الأولي والثانوي يدوران حول بعضهما البعض على مسافة قريبة جدًا بالنسبة للمسافات بين النجوم ، مع فترة مدارية تبلغ 13.082 يومًا. مدارهما يتميز انحراف مركزي قليل ، وتزداد فترة الدورة ببطء بمعدل حوالي 1.0×10−7 ثوانٍ في الثانية ، أو حوالي 3 ثوانٍ في السنة.

## بيانات الرصد

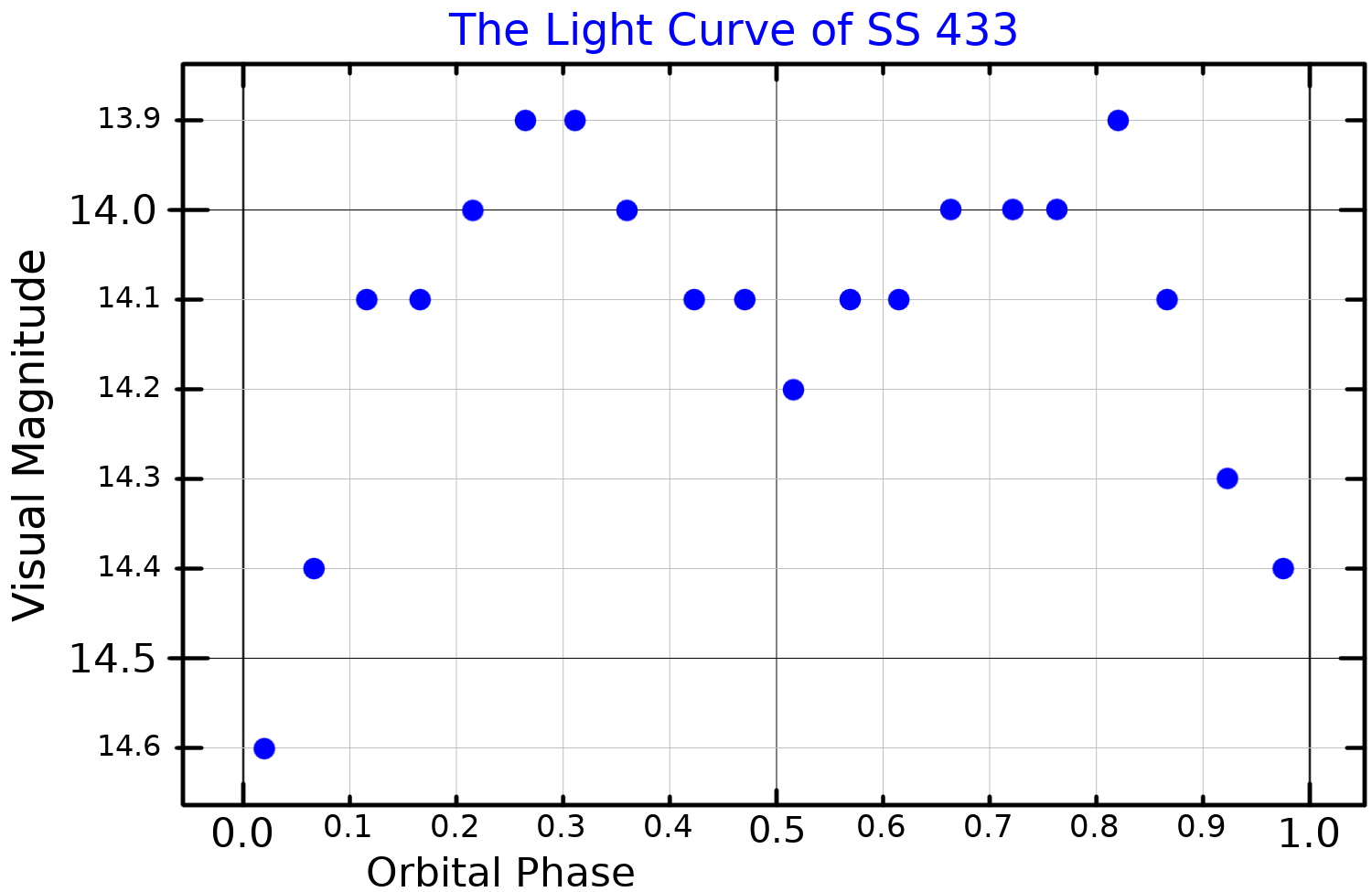
منحنى ضوء النطاق المرئي لـ SS 433 ، مقتبس من Watarai & Fukue (2010)

تنبعث النفاثات من المرحلة الأولية بشكل عمودي على قرص التنامي الخاص بها. النفاثات والقرص المسبق حول محور يميل بحوالي 79 درجة إلى الخط الواصل بين الأرض و النظام SS 433. تبلغ الزاوية بين النفاثات والمحور حوالي 20 درجة ، وتبلغ فترة دورة المحور حوالي 162.5 يومًا.  يعني دوران المحور أن النفاثات تتجه أحيانًا نحو الأرض ، وأحيانًا تبعد عنا ، مما ينتج عنه تحولات دوبلر باللونين الأزرق والأحمر في الطيف المرئي المرئي.  أيضًا ، تعني الدوران المحوري أن النفاثات تدور في الفضاء تلف في الفضاء في رذاذ حلزوني متوسع.  عندما تصطدم بسحب بقايا المستعر الأعظم W50 المحيطة ، فإنها تشوهها إلى شكل ممتد. 

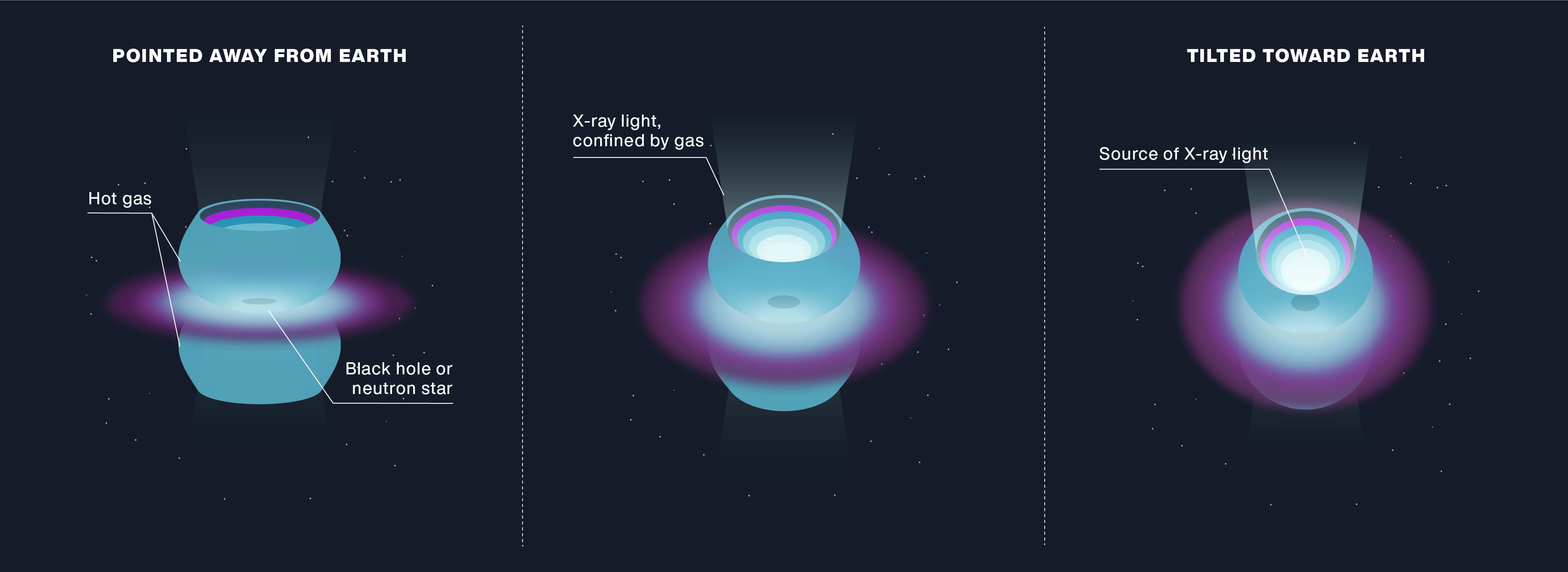
SS 433 - مصدر أشعة ULX محتمل

أعطت المشاهدات في عام 2004 من قبل مصفوفة خط الأساس طويل جدًا لمدة 42 يومًا متتاليًة بيانات وفهمًا جديدًا لعمل النفاثات . يبدو أن النفاثات تؤثر أحيانًا على المواد بعد وقت قصير من تكوينها ، وبالتالي تصبح أكثر إشراقًا. يبدو أن المواد التي تؤثر عليها النفاثات يتم استبدالها في بعض الأحيان ولكن ليس دائمًا ، مما يؤدي إلى اختلافات في سطوع النفاثات.  
يتأثر طيف SS 433 ليس فقط بتحولات دوبلر ولكن أيضًا بالنسبية : عندما تُطرح تأثيرات انزياح دوبلر ، هناك انزياح أحمر متبقي يتوافق مع سرعة حوالي 12000 كيلومتر في الثانية . هذا لا يمثل السرعة الفعلية للنظام بعيدًا عن الأرض ؛ بدلاً من ذلك ، يرجع ذلك إلى تمدد الوقت ، مما يجعل الساعات المتحركة تبدو للمراقبين الثابتين وكأنها تدق بشكل أبطأ. في هذه الحالة ، يبدو أن الذرات المثارة المتحركة نسبيًا في النفاثات تهتز بشكل أبطأ ويبدو إشعاعها متحولًا إلى اللون الأحمر. 
في سبتمبر 2018 ، أصدر الباحث A.U. Abeysekara في المجلة العلمية Nature تفاصيل التحقيقات باستخدام مرصد شيرينكوف لأشعة غاما العالي الارتفاع (HAWC) في المكسيك . قامو بالبلاغ عن ملاحظات عن أشعة جاما بطاقة تيرا إلكترون فولت التي تتجاوز 25 TeV من نظام SS 433 / W50 الذي يعمل على حل الفصوص مكانيًا ، ويتوافق مع مجموعة واحدة من الإلكترونات ذات الطاقات التي تمتد إلى ما لا يقل عن مئات من تيرا إلكترون فولت في مجال مغناطيسي يبلغ حوالي 16 ميكرو جاوس .  

## في الثقافة الشعبية
في SNL الموسم 4 (1979) ، ذكر الأب جويدو ساردوتشي SS 433. 
في سلسلة وثائقية عجائب الدنيا السبع ، ذكر آرثر سي كلارك SS 443 كواحد من "عجائب الكون السبع". 

## أنظر أيضا
- ثنائي الأشعة السينية عالي الكتلة

## للقراءة المتعمقة
- صورة SS 433
- نبضات قلب غريبة من أشعة غاما تحير العلماء - مقال بالفيديو في DESY News

قالب:Stars of Aquila